# Laagpakket van Hoogcruts

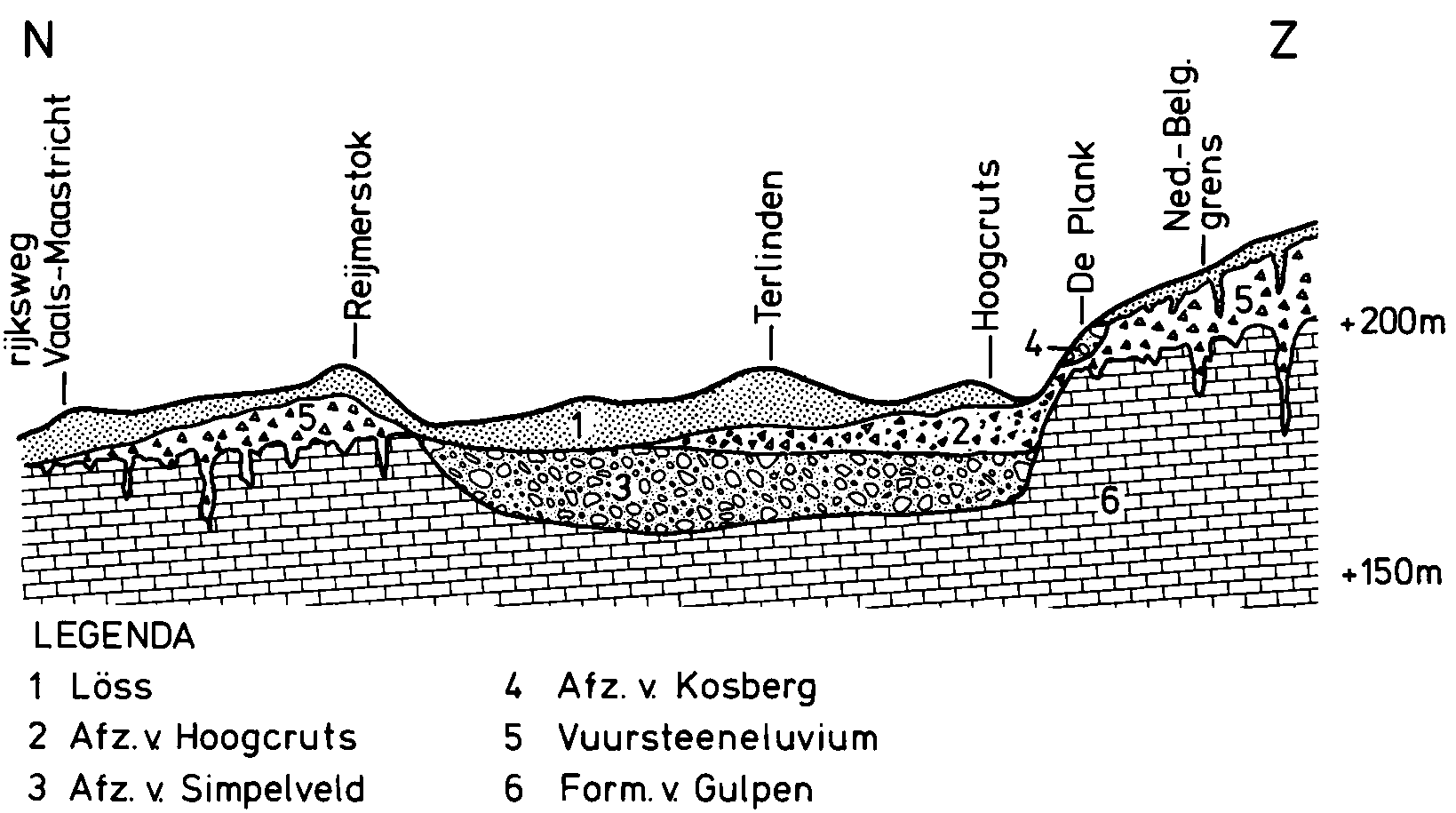
Geologisch profiel door het dal van de Oostmaas tussen De Hut bij Margraten en De Plank in België met nummer 2 de Afzettingen van Hoogcruts

Het Laagpakket van Hoogcruts, voorheen ook bekend als de Afzettingen van Hoogcruts, is een afzetting uit de Formatie van Stramproy in de Boven-Noordzee Groep. Het laagpakket werd afgezet door kleinschalige rivieren in het Pleistoceen.
De afzetting is vernoemd naar de buurtschap Hoogcruts.

## Voorgeschiedenis
Het gebied van de Ardennen en Zuid-Limburg was aan het einde van het Tertiair een schiervlakte waar de Oermaas stroomde. Door de opheffing van het Ardennen-Rijnlandse-Massief werden de uit het zuiden komende rivieren gedwongen zich in te snijden in het langzaam rijzende gebied. Dit ging gepaard met sterke erosie in de Ardennen en het zuidelijke gelegen Vogezengebied. Het oudste morfologisch herkenbare dal van de Maas strekt zich uit van Luik over Eijsden, Noorbeek, Gulpen, Simpelveld, Kerkrade naar Jülich, waar de Maas uitmondde in de Rijn. Dit is het dal van de Oostmaas. In het noorden wordt dit dal begrensd door een hoge rug die loopt van Hallembaye (Eiland van Hallembaye) naar de hoogte van Banholt (Eiland van Banholt) en de hoogte van Ubachsberg (Eiland van Ubachsberg) bij de Huls. Door de latere doorbraak van de Maas naar het westen zijn grote delen van de noordelijke dalwand verdwenen en zijn alleen de voornoemde punten voor erosie gespaard gebleven. Dit dal is dan verder te volgen langs de oostrand van het Eiland van Ubachsberg naar Waubach. Ten noorden van de Feldbissbreuk, in het dalingsgebied, vervaagt de noordelijke dalwand. De zuidelijke dalwand wordt gevormd door de zogenoemde gebergterand, een steilrand die de zuidelijke begrenzing vormt van het sedimentatiegebied van de Maas. Deze gebergterand, die tevens de noordrand van de schiervlakte vormt, loopt langs Hoogcruts, Epen, Vijlen en via Orsbach over Duits gebied in de richting van Vetschau ten noorden van Laurensberg. De opheffing van het gebied ging tevens gepaard met een lichte kanteling naar het noordwesten, waardoor het dal van de Oostmaas steeds hoger kwam te liggen. Na verloop van tijd werd de Maas dan ook gedwongen dit dal te verlaten. De Maas breekt dan door de noordelijke dalwand ten westen van Gulpen om zich een weg te banen naar het noorden langs de westelijke flank van het Eiland van Ubachsberg en te verworden tot de Westmaas.

## Andere beken
Nadat de Oostmaas haar dal had verlaten kwam het dal droog te liggen. Lokale beekjes nemen hierna bezit van het dal en sedimenteren een in dikte wisselend pakket vuursteenrijk grind uit het Akense gebied en de zuidelijk gelegen schiervlakte op de Maasafzettingen. De afzettingen van deze beekjes vormen het Laagpakket van Hoogcruts.
Het Laagpakket van Hoogcruts is afgezet bovenop de afzettingen van Maasgrind en -zand van de Oostmaas uit de Formatie van Beegden, terwijl de bovengrens van de formatie het maaiveld bereikt of afgedekt is met löss van het Laagpakket van Schimmert uit de Formatie van Boxtel.

## Afzettingen
Het Laagpakket van Hoogcruts bestaat uit geelbruin grind dat rijk is aan vuursteen en fossielen, met aan de top fijn tot grof zand en detritus dat door lokale rivieren fluviatiel is afgezet. Het heeft een dikte tot ongeveer acht meter. Het kenmerkt zich doordat ze bestaat voor meer dan 45% uit hoekige vuurstenen. Het laagpakket is lokaal aanwezig in het oosten van Zuid-Limburg, waaronder in de Groeve Sweijer.